# Супермаховик

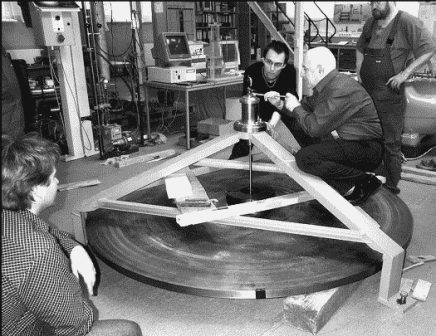
Один из крупных маховиков и его изобретатель Нурбей Гулиа

Супермахови́к — один из типов маховика, применяемый в маховичных накопителях кинетической энергии для накопления энергии. По сравнению с обычными маховиками, способен сохранять больше кинетической энергии и безопасен в использовании.
Современный супермаховик представляет собой тело вращения, изготовленное путем намотки различных прочных и гибких материалов, например, тонких витков стальной, пластичной ленты, стекловолокна или углеродных композитов, на специальный центр - ступицу. Такая конструкция обеспечивает высокую энергоемкость и безопасность эксплуатации. При разрушении такой супермаховик не разлетается на крупные осколки, как обычный маховик, а разрушается частично; при этом отделившиеся части ленты тормозят супермаховик трением о внутреннюю поверхность корпуса и предотвращают дальнейшее разрушение. Супермаховик из графеновой ленты способен хранить до 1200 Вт·ч (4,4 МДж) на килограмм массы.
В составе маховичного накопителя супермаховик работает в паре с мотором-генератором. При подключении в сеть мотор-генератор раскручивает супермаховик, а при подключении нагрузки — тормозит, вырабатывая при этом электроэнергию. КПД такого преобразования достигает 98 %.  Для уменьшения потерь на трение супермаховик помещается в вакуумированный кожух; зачастую используется магнитный подвес.
Маховики как буферные устройства начали использоваться ещё во времена неолита, например, в устройстве гончарного круга. В XX веке маховик претерпел ряд конструктивных изменений, позволивших запасать энергию на значительное время. Так, например, в 1950-х годах вакуумированные маховики использовались в экспериментальном общественном транспорте — в частности, испытывались гиробусы. В 1964 году советский инженер Н. В. Гулиа заявил авторские права на первую конструкцию супермаховика.

## Преимущества и недостатки супермаховика
Супермаховик сочетает в себе долговечность, безопасность при разрушении, высокий КПД и умеренную цену. 
Недостатком супермаховиков является гироскопический эффект, обусловленный большим моментом импульса вращающегося маховика и препятствующий изменению направления оси вращения маховика. Для исключения этого нежелательного эффекта при применении маховиков в качестве накопителей энергии на транспортных средствах можно применить подвеску маховика в кардановом подвесе, но это существенно усложняет конструкцию.
Дополнительным недостатком супермаховика является отсутствие отработанной простой трансмиссии, позволяющей использовать его на транспорте. В настоящий момент проводятся эксперименты по передаче энергии вращения супермаховика на колёса транспортного средства посредством супервариатора. Перспективным также является использование вакуумированного супермаховика на магнитном подвесе в качестве источника электроэнергии.

## Практическое использование
Изначально Н. В. Гулиа планировал применить супермаховик как накопитель энергии для автомобилей и даже построил несколько образцов такого транспорта.
В настоящий момент накопители энергии на базе супермаховиков успешно применяются в других областях. Компания Beacon Power, основанная в США в 1997 году, сделала существенный шаг, разработав серию больших стационарных супермаховиков для применения в промышленных энергосетях. Супермаховики производства Beacon Power способны в зависимости от модели запасать энергию в 6 и 25 кВт⋅ч и выдавать мощность в 2 и 200 кВт соответственно.
Американская компания рассчитывает продавать их местным компаниям, а также сама оказывать услугу «регулирования частоты». Строительство регулирующей электростанции на супермаховиках мощностью 20 МВт началось в конце 2009 года. Поскольку энергосистема США существует в условиях наличия множества местных поставщиков энергии и открытого энергетического рынка, необходимость регулирования мощности создает немало проблем, которые компания надеется решить: запасание «лишней» энергии, когда потребление снижается; восполнение недостатков во время пиков потребления; регулирование частоты тока. Однако намотанные из углеволокна супермаховики оказались крайне ненадежны, они внезапно разрывались со "взрывным эффектом" большой мощности даже на рабочей частоте.
Под научным руководством Н. В. Гулиа компания KEST создала собственную версию стационарных накопителей кинетической энергии на базе супермаховиков из высокопрочной стальной ленты. Один такой накопитель способен запасать энергию до 20 кВт⋅ч и обеспечивать мощность до 1000 кВт. В условиях российского рынка кластер из нескольких таких накопителей способен обеспечивать выравнивание суточной неоднородности электрической нагрузки целого региона, заменяя собой дорогостоящие и громоздкие гидроаккумулирующие электростанции.
Несмотря на то, что автомобили, питающиеся от маховиков, не получили широкого распространения, транспорт остаётся одной из наиболее привлекательных отраслей применения супермаховиков. В частности, речь идёт о железнодорожном транспорте. При торможении как пассажирского, так и грузового состава впустую тратится огромное количество энергии. Супермаховик, подключённый к одной электрической сети с составом, способен улавливать и запасать энергию торможения, а позже выдавать её в сеть для разгона состава. "Спасённая" таким образом энергия позволит снизить потребление на 30 % и более.
Помимо этого, супермаховики могут быть использованы для обеспечения бесперебойного питания объектов высших уровней ответственности. Свойства супермаховика обеспечивают отклик устройства на уровне сотых долей секунды, позволяя ни на секунду не прерывать подачу электроэнергии.